# 福本博之
福本 博之（ふくもと ひろゆき、1946年 - ）は、日本の実業家。元十字屋社長。

## 来歴
駒澤大学卒業。ダイエーを経て十字屋。2003年6月、十字屋代表取締役社長に就任。
十字屋は百貨店を初め商業施設などを運営。東証2部から1961年10月に東証1部に指定替え（2005年6月27日まで）。2007年1月16日にダイエーに吸収合併された。